# Папагеоргопулос, Василис
Васи́лис Папагеорго́пулос (греч. Βασίλης Παπαγεωργόπουλος; род. 27 июня 1947 года, Салоники) — греческий легкоатлет и политический деятель, мэр города Салоники (1999—2010).

## Биография
В спорте был известен как обладатель бронзовой медали по бегу на 100 метров в 1971 году на Чемпионате Европы по лёгкой атлетике, в том же году завоевал золото на Средиземноморских играх в Измире. Его личное рекордное время — 10,22 секунды, установлено в августе 1972 года в Измире. Этот результат ставит Василиса на 12 ступеньку среди греческих спринтеров на 100-метровке. Был участником Олимпийских игр в Мюнхене (1972) и Монреале (1976), на Олимпиаде в Монреале нёс флаг Греции во время Парада наций на церемонии открытия.
Политическую карьеру начал в 1978 году, когда был избран в Городской совет города Салоники. Одновременно практиковался как стоматолог до 1981 года, пока не был выбран членом парламента Греции, представляя Салоники от партии Новая демократия. С 1 января 1999 года занимал пост мэра Салоник. На местных выборах 2010 года уступил кандидату от партии ПАСОК Яннису Бутарису.
После ухода с должности был обвинён хищении 18 миллионов евро из фондов муниципалитета Салоник и в феврале 2013 года приговорён к пожизненному заключению. В дальнейшем после апелляции суд смягчил этот приговор, назначив в виде наказания 12 лет лишения свободы. В июле 2015 года Папагеоргопулос был освобождён по состоянию здоровья. После выхода из тюрьмы он заявил, что считает своё осуждение незаконным и продолжит добиваться восстановления справедливости.